# Feras Saied
Feras Saied (arab. فراس السيد; ur. 17 stycznia 1981 r., zm. 6 czerwca 2015 r.) − syryjski kulturysta, były członek Międzynarodowej Federacji Kulturystyki i Fitnessu.

## Życiorys
Pochodził z Hims. Brał udział w demonstracjach antyrządowych, w towarzystwie grupy przyjaciół i innych sportowców. Za udział w nich został w 2011 pojmany przez władze miasta. Był przetrzymywany i brutalnie torturowany. Bólem nakłaniano go do zmiany poglądów politycznych.
„Moje ciało było wystarczająco silne, by przyjąć tortury; nie mogłem znieść upokorzenia, któremu mnie poddawano” − powiedział Saied. Wcześniej był też członkiem syryjskich sił zbrojnych.
Sukcesy w sporcie odnosił od początku lat dwutysięcznych. W 2000 zwyciężył w Mistrzostwach Arabii w kulturystyce w kategorii juniorów. W 2010 został mistrzem świata amatorów w trakcie zawodów organizowanych przez IFBB. Rok później, podczas IFBB Arnold Classic Europe Amateur, wywalczył pierwsze miejsce na podium w kategorii wagowej superciężkiej oraz ogólne zwycięstwo. Po tej wygranej Międzynarodowa Federacja Kulturystyki i Fitnessu przyznała mu kartę profesjonalnego zawodnika. Miał 190 cm wzrostu, jego waga w sezonie zmagań sportowych dobiegała do 130 kg.
Mieszkał w Rzymie, lecz przeprowadził się do Dubaju. Był Muzułmaninem. Zmarł 6 czerwca 2015 roku w Dubaju w wyniku wypadku motocyklowego. Osierocił dziecko, był też żonaty.

## Osiągnięcia
- 2000: IFBB Arab Championships, kategoria juniorów − I m-ce
- 2000: IFBB World Championships, kategoria juniorów − III m-ce
- 2002: IFBB World Amateur Championships, kategoria ciężka − V m-ce
- 2006: IFBB Ludus Maximus Championships (Włochy) − I m-ce
- 2007: IFBB Mediterranean Championships − II m-ce
- 2009: IFBB Gran Prix One Way Fitness, kategoria superciężka − I m-ce, ogólne zwycięstwo
- 2009: IFBB Italian Championships, kategoria superciężka − I m-ce, ogólne zwycięstwo
- 2010: IFBB Notte dei Campioni, kategoria 90 kg+ − I m-ce
- 2010: IFBB 18 Gran Prix Due Torri, kategoria superciężka − I m-ce, ogólne zwycięstwo
- 2010: IFBB World Amateur Championships − I m-ce, ogólne zwycięstwo
- 2011: IFBB Olympia Amateur, kategoria superciężka − II m-ce
- 2011: IFBB Arnold Classic Europe Amateur, kategoria superciężka − I m-ce, ogólne zwycięstwo
- 2011: IFBB 19 Grand Prix Due Torri, kategoria superciężka − I m-ce, ogólne zwycięstwo
- 2012: FIBO Power Pro − V m-ce
- 2012: Mr. Europe Pro − IV m-ce
- 2012: Arnold Classic Europe Pro − X m-ce
- 2015: IFBB California State Pro − II m-ce